# Explora (Albuquerque)
Explora è un museo scientifico di Albuquerque, Nuovo Messico, Stati Uniti, situato vicino alla città vecchia di Albuquerque. Il suo nome è la forma imperativa del verbo explorar in lingua spagnola, che significa esplorare .
Il museo utilizza un approccio pratico e basato sull'indagine scientifica, matematica e artistica. Il museo ha 1900 mq di spazio espositivo su due piani, che contengono oltre 250 reperti interattivi, i quali coprono una vasta gamma di argomenti di scienza, tecnologia e arte. Fra le altre cose, sono degni di nota una fontana a flusso laminare, una barra per esperimenti e un'area dedicata all'artigianato. Oltre all'esposizione permanente, l'edificio ospita un teatro per spettacoli, un negozio di articoli da regalo, aree per programmi educativi, un laboratorio espositivo interno e uffici del personale.
Explora è membro dell'Association of Science-Technology Centers (ASTC). Explora, insieme al Museo di storia naturale e scienza del Nuovo Messico e al Museo nazionale di scienza e storia nucleare, ha ospitato la conferenza ASTC che si è tenuta ad Albuquerque nel 2013.